# جان الیس
جان الیس (زاده حدود ۱۷۱۰ - درگذشته ۱۵ اکتبر ۱۷۷۶)، تاجر کتان و طبیعی‌دان اهل بریتانیا بود. الیس اولین فردی بود که توصیف کتبی و نام گیاه‌شناسی ونوس مگس‌خوار منتشر کرد.
الیس در زمینه مطالعه مرجانها تخصص داشت. او در سال ۱۷۵۴ به عضویت انجمن سلطنتی درآمد وسال بعد کتاب «مقاله‌ای در مورد تاریخ طبیعی جلبک‌های آهکی» را منتشر کرد. او در سال ۱۷۶۷ برنده مدال کاپلی شد. کتاب «تاریخ طبیعی بسیاری از جانوران گیاهسان غیرمعمولی و نادر» را که با کمک دنیل سولندر نوشته بود پس از مرگش در سال ۱۷۷۶ منتشر شد.
او گیاهان بومی زیادی را از آمریکای شمالی به انگلستان صادر کرد. او با گیاه‌شناسان زیادی از جمله کارل لینه ارتباط و مکاتبه داشت

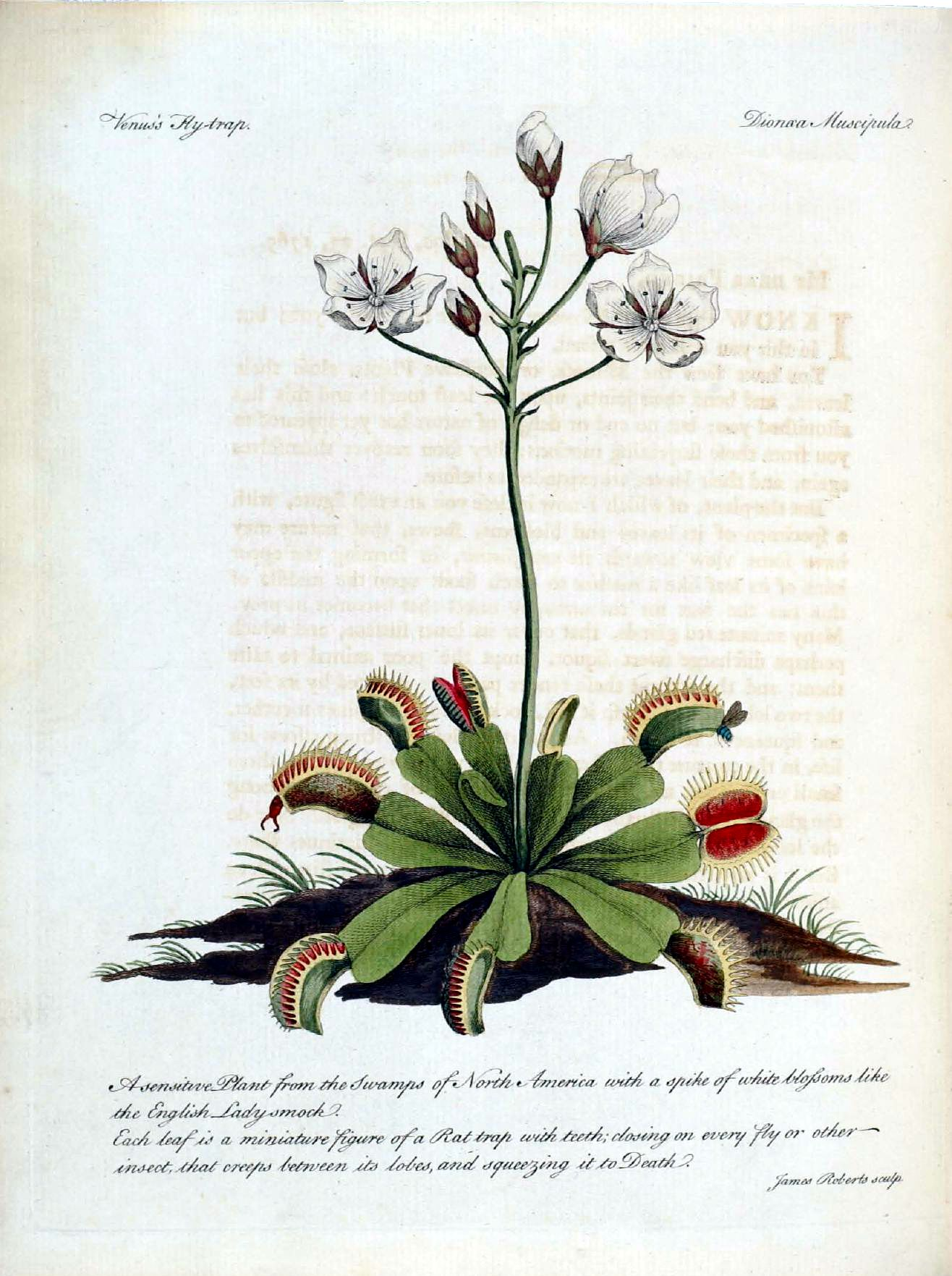
صفحه‌ای از کتاب «توصیف گیاه‌شناسی ونوس مگس‌خوار» اثر جان الیس